# 浮島峠
浮島峠（うきしまとうげ）は、北海道上川郡上川町と紋別郡滝上町の境にある峠。標高916 m。国道273号および旧道が峠を越えている。

## 浮島トンネル
2022年現在も残る国道273号線の旧道が峠を越えているが、滝上町側はヘアピンカーブが連続する急こう配区間があるなど線形が厳しく、冬期間は積雪のため通行止となっていた。こうした地域住民の不便を解消するため、1975年（昭和50年）に峠の直下に浮島トンネルの建設を開始、1984年（昭和59年）に完成して通年走行が可能となった。積雪期の旭川市と滝上町間の所要時間は、名寄市経由の場合と比べて2時間程度短縮されている。浮島トンネル（3,332 m）は完成当時は道内最長の延長を有するトンネルであった。

## 浮島湿原
峠の上川町側は平坦な地形で湿地が広がっており、浮島湿原と呼ばれる（名前の由来は浮島の項を参照）。標高850 m - 870 mに広がる22 haのエリアに大小70前後の沼が点在する。湿原周辺はエゾヒツジグサ、モウセンゴケなどの水生植物、湿性植物、エゾイソツツジ、チングルマなどの高山植物が生育する。旧道から遊歩道が整備されているが潔癖な管理をしているものではないこと、訪問者がヒグマの襲撃を受けたことがあるなど事前の準備が欠かせない場所でもある。
冬期間は、スノーモービルの愛好者が森林内に乗り入れる姿も見られたが、地域一帯の国有林を管理している北海道森林管理局は環境保護などを理由にスノーモービルの乗り入れを認めていない。